# Alberto Razzetti
Alberto Razzetti, né le 2 juin 1999 à Lavagna, est un nageur italien spécialiste du papillon et du quatre nages.

## Biographie
Pendant les années de la catégorie juniors, il s'entraîne à Lavagna, sous la direction de Marco Ardito. Il intègre assez vite l'équipe nationale des jeunes, et participe ainsi avec la délégation au Festival olympique d'été de la jeunesse européenne de 2015 où il remporte l'or avec le relais 4 × 100 quatre nages avec notamment Nicolò Martinenghi.
À l'automne 2015, il emménage à Gênes, où il est entraîné par Davide Ambrosi. En décembre 2019, il participe aux championnats d'Europe en petit bassin à Glasgow, terminant sixième du 200 m papillon.
À partir de juillet 2020, il est suivi par Stefano Franceschi à Livourne. À l'occasion du Trofeo Settecolli 2020, il réalise le nouveau record national du 200 m quatre nages avec un temps de 1 min 58 s 09. Il améliore son record le 3 avril 2021 pendant les championnats d'Italie, avec un temps de 1 min 57 s 13 synonyme de qualification pour les Jeux olympiques d'été de Tokyo 2020.
Aux championnats d'Europe de Budapest 2020, disputés à la Duna Aréna (hu) en mai 2021, il décroche la médaille de bronze du 200 mètres 4 nages puis la médaille d'argent pour le 400 mètres 4 nages, battu uniquement par le Russe Ilya Borodin.
Il représente l'Italie aux Jeux olympiques de Tokyo qui se déroulent en août 2021, où il obtient la huitième place du 400 mètres quatre nages et la neuvième du 200 mètres quatre nages.
En novembre 2021, il obtient trois médailles de chaque métal aux championnats d'Europe en petit bassin avec l'or sur 200 m papillon, l'argent sur 400 m 4 nages et le bronze sur 200 m 4 nages. Puis en décembre, lors de la première journée des championnats du monde en petit bassin 2021 à Abu Dhabi, il remporte, en une heure environ, d'abord l'or au 200 m papillon puis le bronze au 200 m quatre nages.
En 2022, il y a d'abord les championnats du monde où il est aligné sur le 200 m papillon (7e de sa finale), le 200 m 4 nages (éliminé en demi-finale) et le 400 m 4 nages (éliminé en série à la 9e place). Un mois après, il remonte sur les podiums aux championnats d'Europe avec le bronze sur 200 m papillon, l'argent sur le 200 m 4 nages et l'or sur le 400 m 4 nages.
Lors des championnats d'Europe en petit bassin 2023, il remporte tout d'abord la médaille d'argent sur 200 mètres quatre nages et 200 mètres papillon avant de remporter le 400 mètres quatre nages. Sur cette épreuve, son temps de 3 min 57 s 01 constitue un nouveau record d'Italie et un nouveau record des championnats d'Europe,.